# Nättelharuna
Nättelharuna är en ö i Finland. Den ligger i Finska viken och i kommunen Raseborg i den ekonomiska regionen  Raseborg i landskapet Nyland, i den södra delen av landet. Ön ligger omkring 97 kilometer väster om Helsingfors.
Öns area är 2,5 hektar och dess största längd är 250 meter i sydöst-nordvästlig riktning. Närmaste större samhälle är Ekenäs, 17,0 km norr om Nättelharuna.